# Kuvös

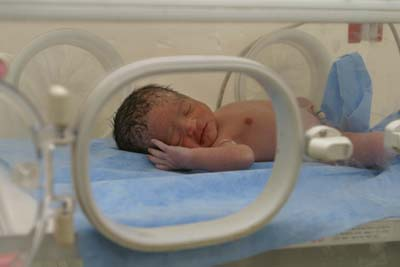
För tidigt fött spädbarn i kuvös

Kuvös, av franskans ord couveuse (av franskans couver – ruva), är en enhet som är tillverkad för att hjälpa nyfödda barn som är sjuka eller för tidigt födda. En kuvös är tänkt att hjälpa spädbarnet att hålla kroppstemperaturen samt för att underlätta observation av barnet. Ofta är barnet också kopplat till olika instrument som hjälper det att andas och ger det föda. 

## Historik
När den franske förlossningsläkaren Étienne Stéphane Tarnier såg en äggkläckningsmaskin på en utställning i Paris 1878, fick han idén att göra en liknande anordning till för tidigt födda barn. Tarniers projekt understöddes av franska staten som ville få upp födelsetalen som var katastrofalt låga efter fransk-tyska kriget 1870–1871. 
Den första neonatalavdelningen förestods av läkaren Pierre Boudin. Barnen skulle lämnas i fred så mycket som möjligt och ha noggrann hygien. Spädbarnen sköttes i hög utsträckning av sina mödrar och resultaten visade sig mycket goda. En elev till Boudin, Martin Couney, marknadsförde idén och ställde ut kuvöser med levande barn i under världsutsällningen 1896. Barnen hade hämtats från kejsarinnan Augusta Viktorias fattigsjukhus och skulle annars lämnats att dö. Samtliga överlevde tack vare kuvösvården. Couney själv hade tillit till utställningskuvöserna och hans för tidigt födda dotter tillbringade sina första tre månader i en av kuvöserna.
Sedan kuvösen uppfanns och senare har utvecklats har barn som är för tidigt födda en betydligt större chans att överleva än tidigare. Före kuvösen överlevde mycket få spädbarn födda före vecka 30 eller med en födelsevikt på under 1 400 gram. Idag finns dock chanser för barn födda så tidigt som i 22:a veckan och med födelsevikter neråt 300 gram att överleva.